# بورگو اشتیریا
بورگو اشتیریا (به آلمانی: Burgau) یک منطقهٔ مسکونی در اتریش است که در هارتبرگ فورستنفلد واقع شده‌است. بورگو اشتیریا ۱۹٫۹۹ کیلومتر مربع مساحت دارد ۲۷۵ متر بالاتر از سطح دریا واقع شده‌است.